# 173

## Nașteri
- dată necunoscută: Maximin Tracul  (d. 238)

## Decese
- dată necunoscută: Donat de Münstereifel  (n. 140)